# PhreQuincy
phreQuincy (bürgerlich Quincy Jefferson) ist ein deutscher Hip-Hop-Produzent mit französischem Pass und ghanaischer Herkunft aus Hamburg. 

## Biografie
phreQuincy wuchs in Hamburg auf. Er war damals ein ambitionierter Basketballspieler, jedoch scheiterte seine Karriere an Verletzungen. Somit konzentrierte er sich fortan auf Musikproduktionen. Dadurch kam er mit dem Produzenten Sleepwalker in Kontakt, der bereits viele deutsche Rapsongs produzierte. phreQuincy produzierte in der Folge einen Song auf Eko Freshs Album Ich bin jung und brauche das Geld. Dadurch wuchs sein Bekanntheitsgrad und er produzierte einiges in der Hamburger Hip-Hop-Szene. Gemeinsam mit dem Hamburger Rapper Patrick mit Absicht veröffentlichte er im November 2005 das Mixtape Secret Weapon. Des Weiteren produzierte er Songs auf Tonträgern von Azad, Curse, Olli Banjo, Charnell, Samy Deluxe, MC Bogy, Sido, Fler, Jonesmann oder Kool G Rap. 2006 erhielt phreQuincy eine Platin-Schallplatte für seine drei Produktionen auf Boobas Album Ouest Side, welches in Frankreich Platinstatus erlangte. Somit war er der erste deutsche Hip-Hop-Produzent, der diese Auszeichnung erhielt.
Im selben Jahr veröffentlichte er zudem das kostenlose Online-Mixtape Das is garniex. Im September 2006 unterschrieb er einen Vertrag beim US-Label G-Unit Records als Inhouse-Produzent. Jedoch war er nicht an den nächsten G-Unit-Releases beteiligt, stattdessen wurden seine Beats für einige Mixtapes von Shady Records verwendet. So gründete er Anfang 2007 gemeinsam mit seinem Manager Erfan Bolourchi seine eigene Edition Curtains Up als Subverlag von Warner Chappell. Kurze Zeit später erschien in Zusammenarbeit mit den Bozz-Music-Produzenten STI und Brisk Fingaz sowie mit dem Mainzer Shuko das Instrumentalalbum The Unbeatablez über Bozz Music.
Am 11. Januar 2008 veröffentlichte der Hamburger sein Produzentenalbum Ich kann's mir leisten, an welchem er seit 2006 arbeitete. Darauf waren unter anderem Samy Deluxe, Bass Sultan Hengzt, Curse, Olli Banjo, D-Flame, Azad, Jonesmann, Manuellsen, Sprachtot, Megaloh, F.R., Young Buck oder Juvel. Auf der Single Wir sind im Haus tritt phreQuincy zudem auch als Rapper in Erscheinung.
phreQuincy veröffentlichte im Januar 2009 die CD Boomboxx Vol.1. Diese besteht ausschließlich aus Samples.
Im Januar 2010 gründete phreQuincy die Band Wir sind im Haus, kurz W.S.I.H., welche aus ihm, Sänger Josof und Rapper Juvel besteht. Kurz darauf veröffentlichte die Gruppe das Mixtape Cukunftsmusik (Das Making Of) als Gratisdownload. Dieses soll einen Vorgeschmack auf das Debütalbum bieten. Auf diesem tritt zudem Rob Easy als DJ in Erscheinung.

## Diskografie
Alben
- 2005: Secret Weapon (Mixtape mit Patrick mit Absicht)
- 2006: Das is garniex (Onlinemixtape)
- 2007: The Unbeatablez (Instrumentalalbum mit STI, Brisk Fingaz & Shuko)
- 2008: Ich kann's mir leisten
- 2009: Boomboxx Vol.1
- 2010: Cukunftsmusik (Das Making Of) (Onlinemixtape mit Josof & Juvel als W.S.I.H)

Produktionen
- 2003: Outro auf Ich bin jung und brauche das Geld von Eko Fresh
- 2005: Homie von Headliners & Verlieb dich nie in einen Rapper von Samy Deluxe & Dashenn auf Deluxe Records Lets Go von Deluxe Records
- 2005: Ganz genau auf So Deluxe, So Glorious von Samy Deluxe
- 2006: Einer geht noch rein von Fard & Ercandize & Pro Evolution Sucka von Juvel auf Einer geht noch (HF Fußball Tape)
- 2006: My Lifetime auf Game Over von Azad
- 2006: 90er, Sommerloch & So happy auf Das Album zum Film von Headliners
- 2006: Dear Christine auf Insallah von Manuellsen
- 2006: Nachts, Bruderliebe Pt. 3 & Long Iceland Ice Tea auf S.J. von Jonesmann
- 2007: Seelenfrieden auf Schmetterlingseffekt von Bass Sultan Hengzt
- 2007: Schmetterlingseffekt Remix auf Schmetterlingseffekt Single von Bass Sultan Hengzt
- 2007: Wie ich bin auf Betonklassik von Wahrheit
- 2007: Besser nicht auf Wer wenn nicht ich von Illo
- 2007: Jetzt gehts los auf Chronologie 3 von Jeyz
- 2007: Keine Konkurrenz & China White/Mörderweed Remix auf Willkommen in Abschaumcity von MC Bogy
- 2007: Komm beweg dich auf Jack is back von Patrick mit Absicht
- 2007: Tagebuch von Samy Deluxe auf Juice Vol. 75
- 2008: Jeden Tag auf Echte Musik von Jonesmann
- 2008: Es ist meine Zeit auf Paragraph 31 von Yassir
- 2008: Kugeln aus Blei & Wenn wir einsteigen auf Jenseits von Eden von Automatikk
- 2008: Hier und hustle & Was wäre ich (Outro) auf Schocktherapie von Blaze
- 2008: Blank von Juvel auf Juice Vol. 85
- 2008: Lak' red nicht & Alle können nur reden auf Das ist meine Welt - Ihr lebt nur darin von Manuellsen
- 2008: Gangstershit & Gesetz der Straße auf Atzenkeepers von MC Bogy
- 2008: Ghetto Slang auf Straßenpolitik von Reason
- 2009: G-Musik auf Azphalt Inferno von Azad
- 2009: Ein guter Tag auf 138 Minuten vor Karma von Blaze
- 2009: Gütesiegel, Neider & Ich denk' an euch auf Wolkenloch von Juvel
- 2009: Deine Waffen auf 4 Fäuste für ein Hallelujah von Jonesmann & Olli Banjo
- 2010: Frequenz auf Artkore von Nazar & RAF Camora
- 2010: Welt voll Sonnenschein, Verrückt sein & 00:00 Uhr auf M. Bilal 2010 von Manuellsen
- 2010: Beeef Beeef Beeef auf Inedit 2003–2010 von RAF Camora
- 2011: Du Fils De Pute auf Banger leben kürzer von Farid Bang
- 2012: Sternenstaub auf M. Bilal - Soul Edition von Manuellsen
- 2013: Joy Riding, Welcome to Alemania & Late Checkout auf Blockplatin von Haftbefehl